# Вори, Чарлз
Чарлз Вори (род. 7 июля 1906 года в Больё-сюр-Дордонь, Франция — умер 13 мая 1975 года в Рединге, штат Пенсильвания) — американский стоматолог, орнитолог, зоолог и палеонтолог.
В раннем детстве Чарлз Вори переехал в Соединённые Штаты. Он изучал стоматологию в Университете Пенсильвании и по окончании учёбы стал стоматологом. Работая в своей стоматологической практике в Нью-Йорке, он писал картины разных птиц, на которые обратил внимание Джеймс Пол Чапин из Американского музея естественной истории. Вори работал там с 1942 года в орнитологическом отделе музея.
В 1948 году он написал совместно с Эрнстом Майром статью «Ревизия птиц семейства Dicruridae» («A Revision of the bird family Dicruridae»), в которой сообщил об эволюции дронговых. Его самая важная работа, серия публикаций «Систематические заметки о птицах Палеарктики», принесла ему международное признание и охватывает 53 издания.

## Публикации
- A Revision of the bird family Dicruridae. N.Y., 1949.
- «Systematic notes on Palearctic birds». N.Y. 1956 (American Museum of Natural History, American Museum Novitates)
- A generic revision of Fly-catchers of the tribe Muscicapini. N.Y., 1953.
- «Notes on some Ploceidae from Western Asia»; «Notes on some Asiatic Finches»; «Notes on the bird genus Oenanthe in Persia, Afghanistan, and India;» and several other articles all published in the American Museum Novitates. N.Y., 1949—1952.
- «A generic revision of Flycatchers of the tribe Muscicapini». N.Y., 1953. pp.27 figs & 7 tables. Wrapp. Bulletin American Museum of Natural History — Vol. 100: Art. 4).
- The Birds of the Palearctic Fauna: a Systematic Reference (2 Vols.)1959
- Classification of the Ovenbirds (Furnariidae). London, 1971.
- Tibet and its birds. 1972